# HBC Heros
Der Hamburger Box-Club Heros von 1922 e.V. (HBC Heros) ist ein Boxsportverein aus der Hansestadt Hamburg.

## Geschichte
Vorläufer des HBC Heros war der 1922 von Rudi Bothmann gegründete Box-Club Bothmann. Die Namensänderung in BC Heros erfolgte bei der Aufnahme in den Hamburger Amateurboxverband, weil der die Benennung nach einem Vereinsmitglied nicht gestattete. Nach dem Zweiten Weltkrieg und der Vereinsauflösung durch die Alliierten Mitte Dezember 1945 erfolgte die Neugründung als Zusammenschluss des BC Heros und des Hamburger Box-Clubs zum Hamburger Box-Club Heros von 1922.
Trainer Werner Prieß wird zugeschrieben, mit seiner Tätigkeit beim HBC Heros für den Aufschwung des Vereins gesorgt zu haben. Zu seinen Boxern beim HBC Heros gehörte unter anderem Albert Westphal (deutscher Meister 1953), 1954 führte Prieß mit Fritz Oldenburg (Weltergewicht) und Uwe Janssen (Schwergewicht) zwei Heros-Kämpfer zum Gewinn des deutschen Meistertitels, während mit Wolfgang Schwarz (Halbschwergewicht) und Westphal zwei ebenso von Prieß betreute Boxer des Hamburger Vereins gleichfalls vordere Plätze erreichten. Heros-Mitglied Schwarz wurde 1955 deutscher Meister im Bantamgewicht. 1960 stellte Heros nach fünfjähriger Unterbrechung mit Holger Frahm (Weltergewicht) wieder einen deutschen Meister, betreut wurde dieser von Prieß und Franz Mück. 1963 gewann Horst Schippers für den Hamburger Verein den deutschen Meistertitel im Halbschwergewicht.
Bei der deutschen Meisterschaft der Amateure im April 1964 war der HBC Heros der erfolgreichste Verein, stellte mit Jürgen Blin (Schwergewicht) und Dieter Kottysch zwei Meister, mit Raymar Reimers (Halbmittelgewicht) sowie Schippers (Halbschwergewicht) standen zwei weitere HBC-Kämpfer im Finale, verloren jedoch. Alle vier wurden von Trainer Prieß betreut. Kottysch wiederholte als Heros-Mitglied den Gewinn des Meistertitels in den Jahren 1965, 1966, 1967 und 1968. 1968 kam mit Reimers (Halbschwergewicht) ein weiterer deutscher Meister aus den Reihen des HBC Heros. 1971 gewann Uwe Seemann den deutschen Meistertitel im Federgewicht.
Auch der als Musiker bekannte Achim Reichel boxte bei dem Verein. Der frühere Berufsboxer Hans-Werner Wohlers war beim HBC Heros ab 1978 als Sportwart, später auch als Trainer und ab 1981 als Vereinsvorsitzender tätig. In den 1980er Jahren gehörte Patrick Pipa zu den großen Hamburger Nachwuchshoffnungen. Der spätere Olympiateilnehmer Ammar Abduljabbar begann bei dem Verein mit dem Boxsport.

## Bekannte Boxer des HBC Heros
- Jürgen Blin
- Reiner Bomme
- Holger Frahm
- Uwe Janssen
- Harry Kneipp[19]
- Dieter Kottysch
- Fritz Oldenburg
- Helmut Mistol
- Patrick Pipa
- Raymar Reimers
- Horst Schippers
- Wolfgang Schwarz
- Uwe Seemann